# Naissance en 968
Naissance
- 964
- 965
- 966
- 967
- 968
- 969
- 970
- 971
- 972

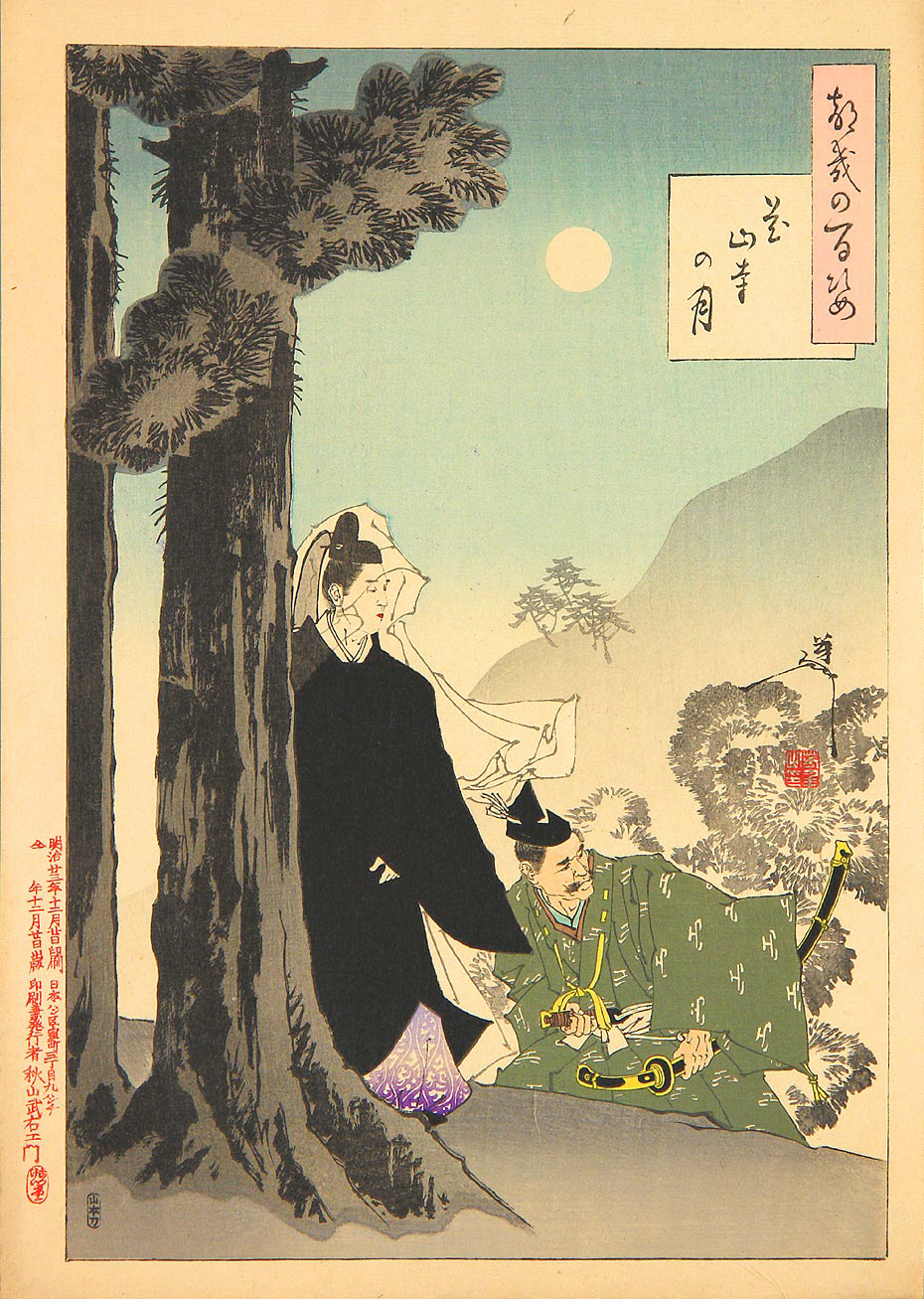
Kazan né en 968.

Cette page dresse une liste de personnalités nées au cours de l'année 968 :
- 29 novembre : Kazan, 75e empereur du Japon.

- Lazare de Galèsion, moine et stylite byzantin, fondateur des monastères du Galèsion et de Bessai.
- Al-Hamadhani,  surnommé Badî' al-Zamân (le Prodige du Siècle), écrivain et épistolier arabo-persan, inventeur du genre littéraire de la maqâma.
- Romain III Argyre, empereur byzantin.

## Crédit d'auteurs
- Cet article est partiellement ou en totalité issu de l'article intitulé « 968 » (voir la liste des auteurs).